# 羅馬人的國王
羅馬人的國王（拉丁語：Rex Romanorum）是自亨利二世统治开始，德意志国王經由选帝侯的御选選出後所采用的头衔，该头衔基本上等同于需要教宗加冕的神聖羅馬皇帝。

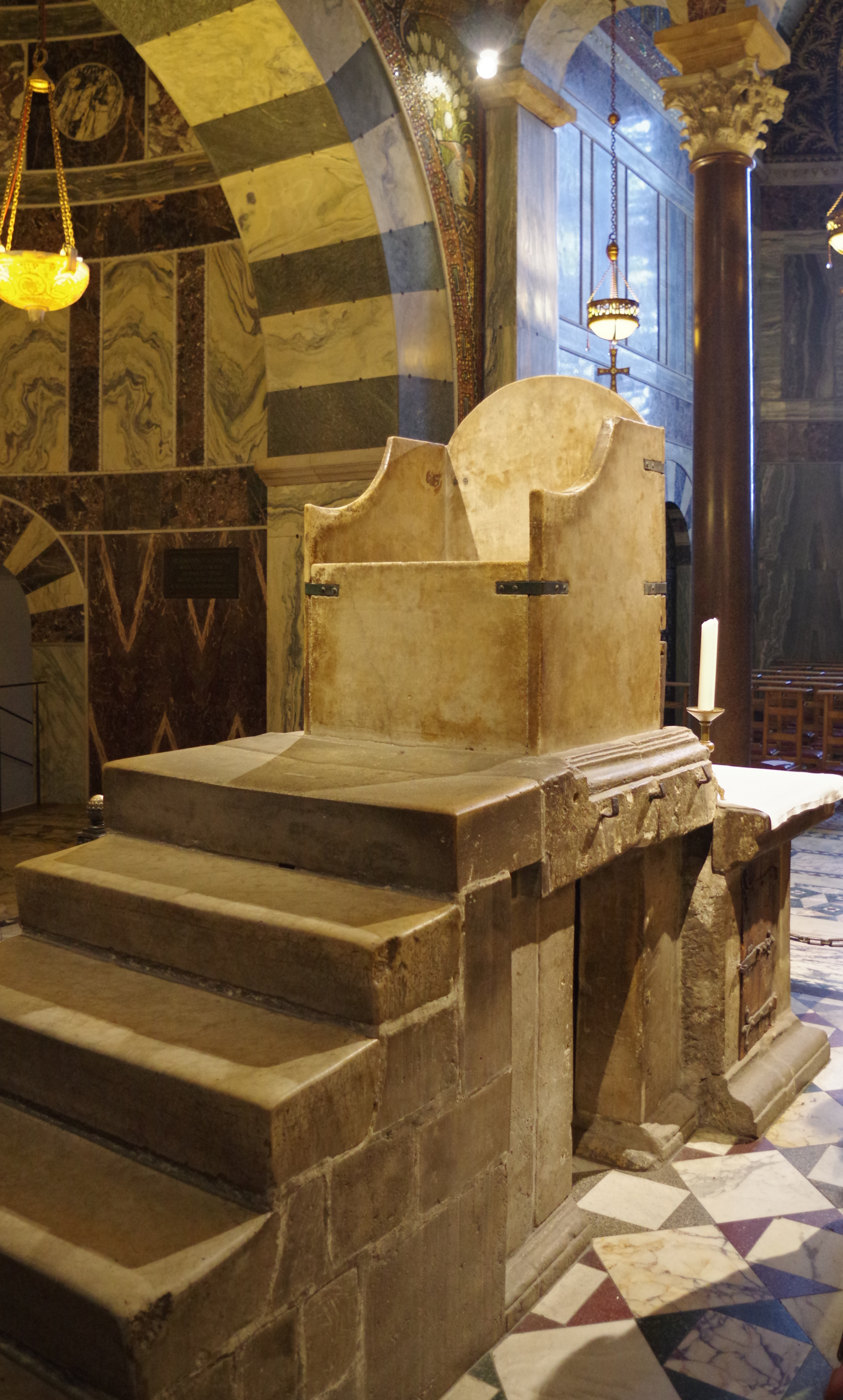
亞琛大教堂內查理曼的王座

1508年，马克西米利安一世前往罗马并尋求教宗加冕的意图失败后，他便在教宗允许下宣称了「當選皇帝」（erwählter Römischer Kaiser）这一头衔，马克西米利安一世还使用了新头衔「日耳曼人的国王」。马克西米利安一世之孙查理五世是最后一个前往罗马进行加冕的神圣罗马帝国皇帝。之后的君主不再寻求教宗的加冕，并认为「选帝」等同于「罗马人民的国王」。由此「选帝」和「日耳曼人的国王」成为皇帝称谓的一部分。
当代德国史学家使用「德意志-罗马国王」（Römisch-deutscher König）这一称谓来区别于羅馬皇帝（傳統的羅馬統治者）和這個代表德意志王國統治者的羅馬頭銜。